# Wolfgang Tölle
Wolfgang Tölle (* 26. Juli 1949; † 19. Januar 2012 in Göttingen) war ein deutscher Pädagoge und Politiker (SPD). Vom 1. November 1986 bis zum 31. Oktober 1996 war er Bürgermeister der südniedersächsischen Stadt Northeim.

## Leben
Zu Beginn des Jahres 1971 trat Wolfgang Tölle im Alter von 21 Jahren in die SPD ein. Zwei Jahre später gehörte er erstmals als Abgeordneter dem Kreistag des Landkreises Northeim an. Dieses Amt hatte er bis zum Jahr 1981 inne, wobei er die letzten vier Jahre auch als stellvertretender Landrat fungierte. Im Jahr seines Ausscheidens aus dem Kreistag übernahm Tölle zugleich einen Sitz im Rat der Stadt Northeim, führte die SPD-Ratsfraktion an und wurde zum 2. Bürgermeister gewählt. Am 1. November 1986 wurde er schließlich zum ehrenamtlichen Bürgermeister der Stadt Northeim gewählt. Dieses Amt bekleidete er zwei Legislaturperioden lang bis zur Kommunalwahl 1996. Anschließend übernahm er abermals den Vorsitz der Ratsfraktion der Sozialdemokraten. Zwei Jahre später legte er dieses jedoch nieder und zog sich aus der aktiven Politik zurück.
Hauptberuflich arbeitete Wolfgang Tölle als Lehrer, zuletzt in der Funktion des Konrektors einer Haupt- und Realschule in Northeim.